# Homme pongoïde
 (juin 2021).
La mise en forme du texte ne suit pas les recommandations de Wikipédia : il faut le « wikifier ».
Les points d'amélioration suivants sont les cas les plus fréquents. Le détail des points à revoir est peut-être précisé sur la page de discussion.
- Les titres sont pré-formatés par le logiciel. Ils ne sont ni en capitales, ni en gras.
- Le texte ne doit pas être écrit en capitales (les noms de famille non plus), ni en gras, ni en italique, ni en « petit »…
- Le gras n'est utilisé que pour surligner le titre de l'article dans l'introduction, une seule fois.
- L'italique est rarement utilisé : mots en langue étrangère, titres d'œuvres, noms de bateaux, etc.
- Les citations ne sont pas en italique mais en corps de texte normal. Elles sont entourées par des guillemets français : « et ».
- Les listes à puces sont à éviter, des paragraphes rédigés étant largement préférés. Les tableaux sont à réserver à la présentation de données structurées (résultats, etc.).
- Les appels de note de bas de page (petits chiffres en exposant, introduits par l'outil «  Source ») sont à placer entre la fin de phrase et le point final[comme ça].
- Les liens internes (vers d'autres articles de Wikipédia) sont à choisir avec parcimonie. Créez des liens vers des articles approfondissant le sujet. Les termes génériques sans rapport avec le sujet sont à éviter, ainsi que les répétitions de liens vers un même terme.
- Les liens externes sont à placer uniquement dans une section « Liens externes », à la fin de l'article. Ces liens sont à choisir avec parcimonie suivant les règles définies. Si un lien sert de source à l'article, son insertion dans le texte est à faire par les notes de bas de page.
- La présentation des références doit suivre les conventions bibliographiques. Il est recommandé d'utiliser les modèles {{Ouvrage}}, {{Chapitre}}, {{Article}}, {{Lien web}} et/ou {{Bibliographie}}. Le mode d'édition visuel peut mettre en forme automatiquement les références.
- Insérer une infobox (cadre d'informations à droite) n'est pas obligatoire pour parachever la mise en page.

Pour une aide détaillée, merci de consulter Aide:Wikification.
Si vous pensez que ces points ont été résolus, vous pouvez retirer ce bandeau et améliorer la mise en forme d'un autre article.
 (juillet 2021).
L'homme pongoïde est un cryptide, auquel les cryptozoologues Bernard Heuvelmans et Ivan Sanderson proposèrent en 1969 le nom scientifique d'homo pongoides, à la suite de l'affaire de l'homme congelé du Minnesota. Il ne s'agit pas d'une créature nommée telle quelle dans un folklore particulier, mais d'une hypothèse, développée au cours des années 1960 par Boris Porchnev, qui suggéra que les nombreux récits au sujet d'hommes sauvages en Europe et en Asie, pourraient être expliqués par l'observation par des populations dénuées de connaissance scientifique d'une espèce inconnue d'Hominien ayant évolué parallèlement à notre espèce et qui serait peut-être apparentée à l'Homme de Néandertal.
Cette hypothèse, en plus de n'avoir jamais été prouvée scientifiquement, du fait de l'absence totale de preuves matérielles, a été très critiquée, car cette vision de l'apparence de l'Homme de Néandertal en être sauvage et velu, est contredite par les récentes découvertes scientifiques.

## Historique
Le folklore lié aux hommes sauvages est particulièrement riche en Europe et en Asie : de nombreux récits ont été répertoriés, notamment dans le Caucase (Almasty, Kaptar), dans l'Hindou Kouch (Barmanou), au Cachemire (Van-Manass), dans le Pamir (Goul-Biavane ou Adame-Djapaisy), au Népal et dans le nord de l'Inde (Yeh-Teh, Teh-Lma, Meh-Teh, Mande Barung), au Sri Lanka (Nittaewo), au Tibet (Migö), dans le centre de la Chine (Yeren), en Mongolie (Almass), au Xinjiang (Ksy-Gyik), en Indochine (Nguoi Rung) et en Malaisie (Orang Mawas). Les récits provenant du Caucase, de l'Hindou Kouch, du Cachemire, du Pamir, du Tibet, du Xinjiang, de Mongolie et d'Indochine sont globalement cohérents et décrivent une créature bipède et velue, complètement recouverte de poils, sauf sur le visage, au corps large et puissamment musclé, avec de longs bras et de grandes mains au pouce faiblement opposable, avec des jambes courtes et fléchies, des pieds très larges, une tête comme enfoncée dans les épaules, un front fuyant, des arcades sourcilières très prononcées, un nez retroussé et aplati, et une bouche sans lèvres visibles.

### Antiquité
Cet article concerne l'homme sauvage selon la cryptozoologie. Pour un article évoquant l'homme sauvage dans les arts et la littérature, voir Homme sauvage.
Les hommes sauvages apparaissent dans de nombreux contes d'Asie, ou ils sont parfois associés a des démons, ou plus généralement aux forces du mal. Par exemple, le Veda évoque un roi indien, Yama (appelé aussi Yima, Djima ou Djemchid), parti des territoires de l'actuel Turkménistan et du nord de l'Iran, luttant contre des devas, créatures nues, velues, grandes et puissantes, se battant à mains nues ou avec des pierres et des branches. Selon les légendes, elles auraient été repoussées vers le Mazandéran et trouvèrent refuge dans les monts Damavend. Dans certaines parties de l'Avesta, les devas sont parfois décrits comme des animaux sauvages, alors que dans le Shanamé, les devas sont des créatures hostiles et affublés de divers caractères fantastique, et dans diverses légendes musulmanes, les devas sont décrits comme des esprits maléfiques. Porchnev mentionne également des rituels païens d'offrandes aux devas ayant eu lieu dans les régions montagneuses d'Afghanistan, d'Iran, du nord de l'Inde et du Caucase, et en Scythie, qui furent interdites au Xe siècle av. J.-C. Avec l'essor du zoroastrisme, les devas auraient été ensuite mythifiés selon Porchnev, puis décrits comme des démons. Ils auraient ensuite progressivement cessé d'être vénérés.
Selon Porchnev et Heuvelmans, les satyres (appelés aussi faunes, pans ou troglodytes) seraient des Néandertaliens mythifiés,,. Lucrèce, au Ier siècle av. J.-C., décrivit dans son De Rerum Natura, des hommes sauvages et velus, forts, sans vêtements, ni outils, ni langage. Pline l'Ancien affirma que les satyres n'ont rien d'humain à part leur apparence, et émettent d'étranges vocalises. Plutarque rapporte qu'en 86, sur les territoires de l'actuelle Albanie, un satyre, incapable de parler et n'émettant que des sons inarticulés, aurait été apporté devant le général romain Sylla, qui aurait été marqué par son apparence.

### Moyen Âge
Des voyageurs arabes du Xe siècle, rapporteront avoir vu dans le Caucase des singes semblables aux hommes, marchant debout, recouverts de fourrure, au visage rond et ne sachant pas parler (voir Almasty). Un écrivain arabe, Abul Hassan Ali Masoudi, rapportera que des singes semblables aux hommes vivraient sur les terres habitées par les Slaves.

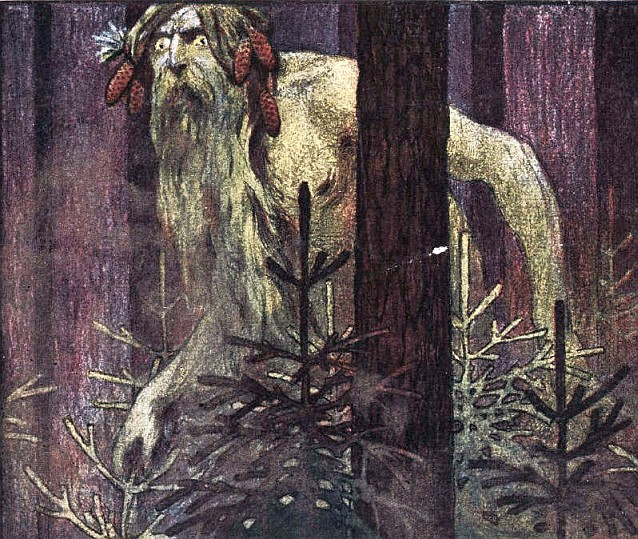
Le léchi, une des nombreuses représentations de l'Homme sauvage.

Selon une chronique de l'époque de Vladimir Ier, grand-prince de la Rus' de Kiev, les païens habitants la région du Dniepr feraient des offrandes aux Bereguins (« peuple des rives »), également appelés Oupirs (vampires) par les Turcs. Dans Le Dit de la campagne d'Igor, poème épique de la fin du XIIe siècle, des Divs ou Solovyis, apparaissent perchés sur des branches et poussant des cris perçants. L'homme sauvage est une figure récurrente des contes russes (avec le Léchi ou le Domovoï), ou Mansis et Khantys de Sibérie avec le Menk (en). Dans les récits, ces êtres sont bipèdes et velus, et des mâles mais aussi des femelles (qui auraient de longs seins, qu'elles pourraient replier derrière leurs épaules, comme les femelles almasses signalées en Mongolie.) et parfois des jeunes sont évoqués. Porchnev a également suggéré que les Vodianoïs et les Roussalkas seraient des versions mythifiées des hommes et des femmes sauvages vivant dans des marais reculés.
L'écrivain persan Nizami al-Arudi (en) écrivit au XIIe siècle dans le Chahar Maqala que l'animal le plus proche de l'homme est le « Nasnas » marchant debout et vivant dans les plaines du « Turkistan ». Le « Nasnas » fut déjà évoqué au Xe siècle par Maqdisi, un écrivain arabe qui vécut à l'ouest de l'Afghanistan, et qui écrivit que des hommes velus semblables à des animaux et courant comme des gazelles vivraient dans les régions désertiques du Cachemire, du Tibet, du Wakhan et de la Chine. Maqdisi affirmera que les habitants de la région chasseraient et mangeraient ces créatures. Le roi arménien de Cilicie, Héthoum Ier, lors de son voyage de 1254-1255 en Asie sur les terres de Batu et de Möngke, évoqua des hommes sauvages nus, vivant dans le désert au sud d'Ouroumtchi.

### XIVesiècle-XVIIesiècle

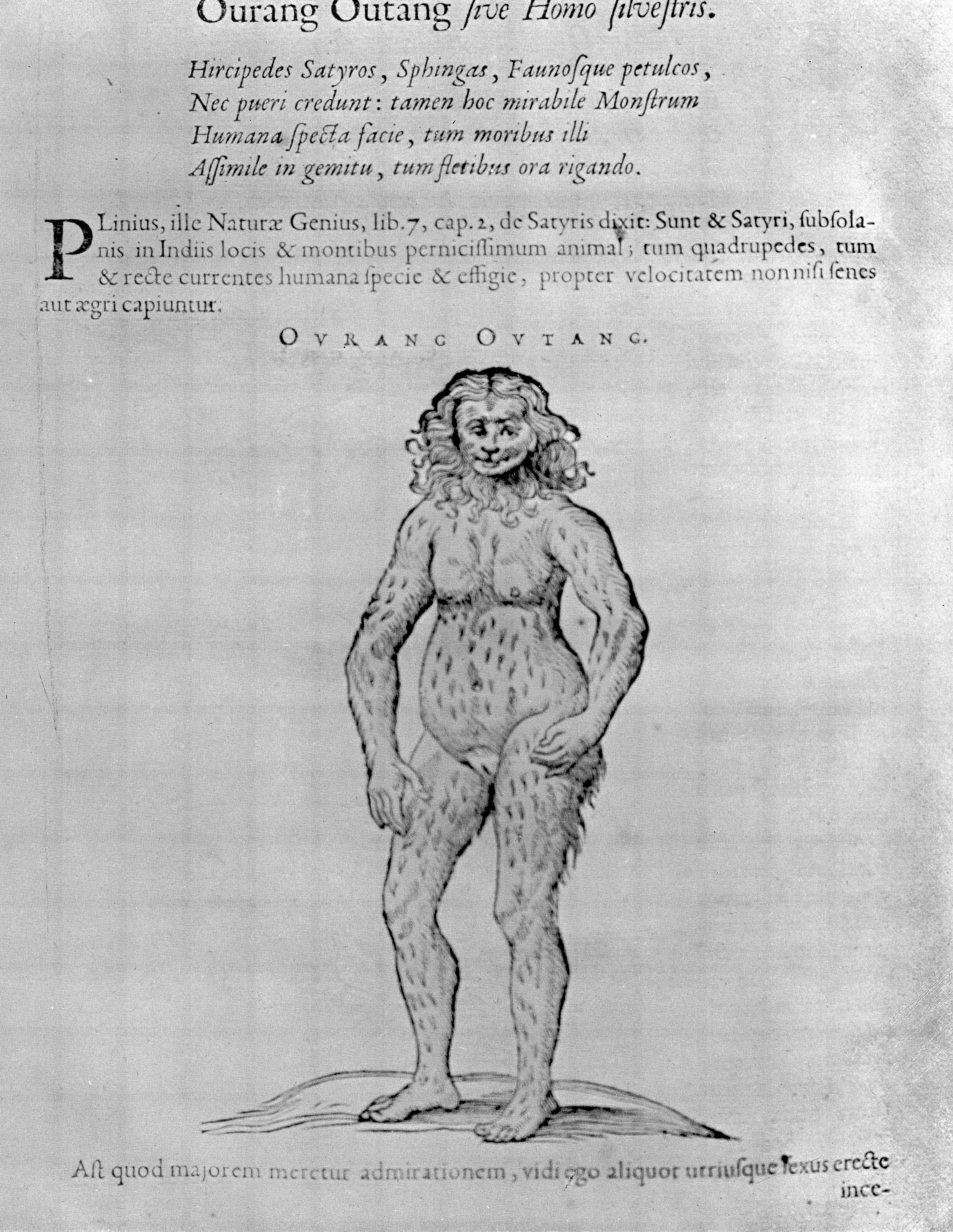
Femelle « Ourang Outan » ou Homo sylvestris, d'après Bontius, 1658.

L'aristocrate bavarois Johannes Schiltberger, fait prisonnier en 1402 après la bataille d'Ankara, passé au service de Tamerlan puis de la Horde d'or, écrivit après son retour en Europe que : « Sur la chaîne des monts Arbouss [à l'est des monts du Tian Shan] vivent des hommes sauvages qui n'ont pas de demeures fixes. Leur corps est entièrement couvert de poils, sauf sur les mains et le visage. Ils errent dans les montagnes comme d'autres animaux, et se nourrissent de feuilles et d'herbes, et de tout ce qui leur tombe sous la main. Le souverain du pays en question a offert deux de ces hommes sauvages — un homme et une femme qu'on avait capturés dans les montagnes — ainsi que trois chevaux sauvages, pas plus grands que des ânes [probablement des chevaux de Prjevalski] et qui vivent au pied de ces hauteurs »,,. Des hommes sauvages sont brièvement mentionnés dans l'Épopée de Manas, célèbre poème épique kirghize.
Au XVIIe siècle, des récits sur des créatures humanoïdes incapables de parler sont enregistrés à Java, notamment par des voyageurs Hollandais, comme Rumphius ou Jacques de Bondt (Bontius) qui affirma avoir vu un couple de ces créatures, et décrivit une femelle marchant debout, pleurant, faisant preuve de pudeur et d'autres comportements humains,. D'autres voyageurs diront que ces créatures auraient de longs bras descendants jusqu'à leurs genoux, se cacheraient dans des cavernes, auraient une bonne vision nocturne, et voleraient de la nourriture aux populations locales, qui les chasseraient. Certains d'entre eux auraient été capturés et mobilisés pour effectuer quelques tâches domestiques (comme porter de l'eau), bien que ces êtres seraient incapables d'apprendre à parler. Si certains cryptozoologues voient dans ces récits un hypothétique hominien inconnu, l'essentiel de la communauté scientifique y voit des représentations exagérées d'orangs-outans, éteints aujourd'hui à Java.

### XVIIIesiècle
En 1758, Carl von Linné, dans la dixième édition de son Systema naturae, sépare le genre Homo en deux espèces, Homo sapiens et Homo troglodytes (ou Homo nocturnus), en se basant en partie sur les récits rapportés par Pline l'ancien ou Bontius. L'espèce Homo sapiens était aussi divisée en six sous-espèces, avec notamment Homo ferus, désignant des Homo sapiens redevenus sauvages (par exemple, les enfants-loups). Mais pour le cryptozoologue Dmitri Bayanov, certains Homo ferus seraient de « vrais » hommes sauvages. L'Homo troglodytes serait, selon les quelques informations dont disposait Linné, d'apparence humaine, bipède, et dépourvu de diastème, contrairement aux singes. Le terme troglodytes sera écarté par Johann Blumenbach en 1775 du genre Homo vers le genre Simia (aujourd'hui obsolète), puis Pan, pour désigner le Chimpanzé.
Même si les sources de Linné étaient à la fois peu nombreuses et peu précises, voire parfois contradictoires, désignant probablement l'Orang-outan et le Chimpanzé, Porchnev et Bayanov pensaient que le nom scientifique de l'homme sauvage serait donc Homo troglodytes du fait des règles de la nomenclature zoologique.
En 1784, selon Michael Wagner (qui l'affirma dans son livre Beiträge zur philosophischen Anthropologie, publié en 1798) un « jeune homme sauvage » aurait été capturé dans une forêt entre la Valachie et la Transylvanie, et détenu en captivité durant plusieurs années à Kronstadt (aujourd'hui Brașov). Selon Wagner, la créature était de taille moyenne, recouverte d'une épaisse fourrure, notamment sur la poitrine et le dos, avait des yeux enfoncés et un front fuyant, des sourcils touffus et un nez court et aplati. Sa peau était jaune sale, il avait des callosités sur les genoux, les coudes et la paume de ses mains, et marchait debout d'un pas lourd, balançant sa tête et la poitrine penchée en avant. Il ne pouvait émettre de sons articulés, ne comprenait pas quand on lui parlait et ne semblait pas intrigué par son reflet dans une glace. La créature aurait été habituée avec le temps à porter des vêtements et à apporter de l'eau. Son sort ultérieur n'est pas renseigné.

### XIXesiècle
Au milieu du XIXe siècle, une « femelle Abnauaiu »  (un nom abkhaze désignant les hommes sauvages) nommée Zana aurait été capturée dans la région d'Otchamtchiré, ou encore en Adjarie, et aurait vécu au village de Tkhina, à 78 km de Soukhoumi.
Selon les témoins, la peau de Zana était noire et recouverte de poils rougeâtres ou noirs, notamment sur le bas de son corps, son visage étant recouvert de poils courts et épars, et ses cheveux mats et épais. Le visage de Zana s'avançant  « comme un museau », était large, avec des pommettes proéminentes, un nez plat avec de larges narines. Zana aurait donné naissance à plusieurs enfants humains qui auraient vécu normalement (le plus jeune, Khvit, mourut en 1954 entre 65 et 70 ans). Zana aurait été enterrée dans les années 1880 ou 1890 à Tkhina, mais les témoins furent incapables de retrouver l'emplacement de sa tombe. Le corps de Khvit fut exhumé, et analysé. Selon Bryan Sykes, Zana serait une Homo sapiens, et descendrait d'une population ayant quitté l'Afrique il y a 100 000 ans, et s'étant installée dans le Caucase.
Un Migö humanoïde et velu, figure à côté d'autres singes sur deux dictionnaires tibétains, l'un paru à Pékin vers 1800 et l'autre à Ourga à la fin du même siècle. En 1872, Nikolaï Prjevalski au cours d'un de ses voyages en Asie centrale, recueillit de nombreux témoignages sur le Khoun-gouressou (« homme-bête »), et promit une récompense au chasseur qui lui en ramènerait un. Un chasseur lui ramena une peau d'ours, et Prjevalski conclut que le Khoun-gouressou n'était qu'un ours. Plus tard, il pensera que les « hommes sauvages » de la région seraient des êtres humains ensauvagés. Durant la même période, un Kazakh, Sakal Merghen, affirma avoir vu et blessé d'un coup de fusil dans la jambe un kyik-adame  au cours d'une chasse dans la région d'Ulkan Aksu. La créature était grande et de forte corpulence, recouverte de courts poils beiges semblable à ceux d'un jeune chameau, et attrapait des plantes d'une main, en enlevant les saletés présentes de l'autre.
En 1887, le major britannique A. Waddel aperçut de grandes empreintes dans le Sikkim. En 1890, un rapport de l'administration militaire britannique mentionne qu'une créature humanoïde velue aurait été abattue sur le chantier d'une ligne télégraphique transhimalayenne.
En 1891, l'écrivain américain W. Rockhill écrivit avoir entendu à Pékin des tibétains évoquer longuement des « hommes velus de la montagne », et évoquera notamment un Mongol qui lui aurait dit avoir vu dans la région des lacs du Tibet central de nombreux yacks, des antilopes, des ânes sauvages, et des Gérésuns bamburshés velus, marchant debout et laissant des empreintes semblables à celles des hommes, tout en étant incapables de parler. Bien que son interlocuteur ait insisté en disant que les Gérésuns bamburshés n'étaient pas des ours, Rockhill pensait qu'il s'agissait d'ours mal identifiés. Un militaire chinois, Lu Ming-Yang, aurait affirmé à Rockhill avoir vu  « un grand nombre d'hommes sauvages très primitifs », parlant un langage incompréhensible et vêtus de peaux de bêtes, chassés des forêts de l'est de Kanze par un incendie.

### XXesiècle

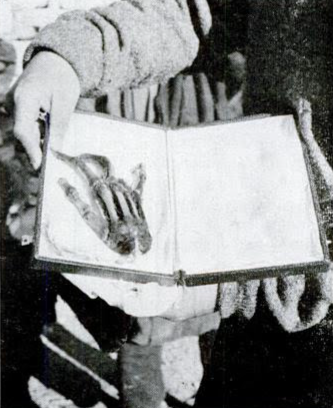
Main momifiée de Pangbotchi, photographiée en 1961, qui proviendrait selon Heuvelmans d'un Homme pongoïde. Une analyse de l'ADN d'un des doigts montrera qu'elle provient d'un être humain.

Au début du XXe siècle, les témoignages sur les «  hommes sauvages » en Dzoungarie, et sur les territoires de l'Est de l'actuel Kazakhstan (Ksy Gyik) sont étudiés par le chercheur russe Vitali Andreïévitch Khakhlov, de l'Académie des sciences impériale, d'abord très sceptique et tentant de démontrer l'invraisemblance du Ksy gyik, mais finissant par croire en son existence du fait de la cohérence des témoignages et du grand nombre de témoins. Khakhlov dessina un portrait-robot de la créature, ainsi que de ses pieds et de ses mains et une reconstitution de son crâne ; et proposa dans une note de 1913, de donner au Ksy Gyik, le nom scientifique de Primihomo asiaticus mais ce rapport ne fut pas publié, et fut classé dans un dossier intitulé « notes sans pertinence scientifique »,. La Première Guerre mondiale suivie de la guerre civile empêchèrent d'organiser de nouvelles expéditions, et Khakhlov, craignant que son intérêt pour le Ksy Gyik nuirait à sa carrière, ne s'intéressa plus au sujet jusqu'aux années 1950.
Durant la même période les témoignages sur l'Almass de Mongolie sont compilés par Jamsrangiin Tseveen Jamtsarano, qui collecte également les témoignages datant du XIXe siècle. Selon les collaborateurs de Jamtsarano, sur la période 1807-1867, les Almass auraient été présents au nord des terres des Khalkhas, au nord du désert de Gobi et en Mongolie-Intérieure. Sur la période 1867-1927, leurs populations auraient considérablement diminué, et à partir de 1927, les témoignages ne proviendraient plus que du désert de Gobi et de la région de Khovd, et après les années 1980, il n'y aurait plus eu de témoignages. Jamtsarano disparut au cours des Grandes Purges, et une grande partie de ses travaux sur l'Almass ne seront jamais retrouvés. Les recherches seront par la suite reprises par Byambyn Rinchen. Une nuit au cours de l'été 1939, au moment de la bataille de Khalkhin Gol, un détachement de soldats mongols et soviétiques aurait abattu deux Almass en les prenant pour des japonais.
À partir des années 1950, notamment après la publication des photographies des empreintes de Yéti sur le mont Everest par Eric Shipton, un grand engouement médiatique se forme autour des humanoïdes velus à travers le monde ; et de nombreuses expéditions sont organisées, par exemple en URSS, où une « Commission spéciale d'études du problème de l'Homme-des-Neiges » est organisée par le professeur Boris Porchnev et le Dr A. Chmakov. Porchnev collabora notamment avec Marie-Jeanne Koffmann, une Française établie en URSS, qui étudia pendant plusieurs décennies l'Almasty du Caucase, récoltant plus de 500 témoignages,. Faute de résultats, l'homme sauvage devient progressivement un objet d'étude de la cryptozoologie, dont le statut de science ou de pseudoscience reste controversé.
En 1959, Porchnev dressa une carte de répartition des hommes sauvages : avec une zone contenant les aires de distribution des mythes et du folklore lié aux hommes sauvages ; une zone contenant d'hypothétiques individus isolés (Himalaya, Nord-Est de l'Inde, Tibet, Nord-Ouest de la Chine, Xinjiang) ; et une zone d'habitat permanent (Pamir, Cachemire, Hindou Kouch). Plus tard, Porchnev suggéra que d'autres îlots pourraient être ajoutés à la troisième zone, notamment dans le Caucase et en Indochine,.
Les hommes sauvages étaient signalés en Indochine (Nguoi-rung, Briaou), mais les témoignages se raréfièrent après la guerre du Viêt Nam, les bombardements, et les campagnes de défoliation. Intrigué par les témoignages, le général nord-vietnamien Hoàng Minh Thảo organisa sans succès en 1974, une expédition dans la région de Kon Tum,.
De 1987 à 1989, le zoologiste espagnol Jordi Magraner organisa une expédition dans la région de Chitral, dans le Nord du Pakistan (la première à être organisé dans la région), pour récolter des témoignages sur le barmanou. Tous les témoins interrogés désignèrent parmi une série de repères iconographiques, le portrait-robot de l'homme pongoïde (contenant les caractéristiques physiques des hommes sauvages déjà signalés en Asie centrale, et celles de l'homme congelé du Minnesota) comme la représentation la plus proche de la créature qu'ils auraient aperçue. Des résultats similaires furent obtenus en 1996, à la frontière entre le Viêt Nam et le Laos.
Dans la région de Chitral, les Barmanous étaient selon Magraner, présents dans les forêts d'altitude, alors sujettes à un déboisement intensif, et la faune locale, notamment les ours et les grands mammifères sauvages, étaient en voie d'extinction. Les témoignages recueillis étant de moins en moins nombreux avec le temps, Magraner et Heuvelmans pensaient que les hommes sauvages étaient en voie d'extinction,.

## L'affaire de l'homme congelé du Minnesota

### Description
En décembre 1968, le biologiste et écrivain américain Ivan Sanderson,  fut averti qu'un prétendu cadavre d'un être velu d'apparence humaine conservé dans un bloc de glace, et présenté comme un « homme préhistorique », avait été exhibé depuis un an sur un champ de foire. Sanderson,  accompagné par le zoologue et écrivain belge Bernard Heuvelmans (très sceptique au départ mais vite marqué par l'apparence de la créature très proche des hommes sauvages d'Asie sur lesquels il avait alors récolté de nombreux témoignages), se rendit à Rollingstone, dans le comté de Winona au Minnesota pour rencontrer l'exposant du « corps », Frank. D. Hansen (qui affirma ne pas être son propriétaire, qui serait une « personnalité du cinéma hollywoodien souhaitant rester anonyme »), qui accepta de montrer le « corps » aux deux hommes après qu'ils ont promis de ne pas faire de publicité, et de ne pas publier d'articles dans la presse,,. Les deux hommes n'ont pas directement accès au corps et ne peuvent l'observer qu’à travers la glace, dans une roulotte  étroite et mal éclairée.

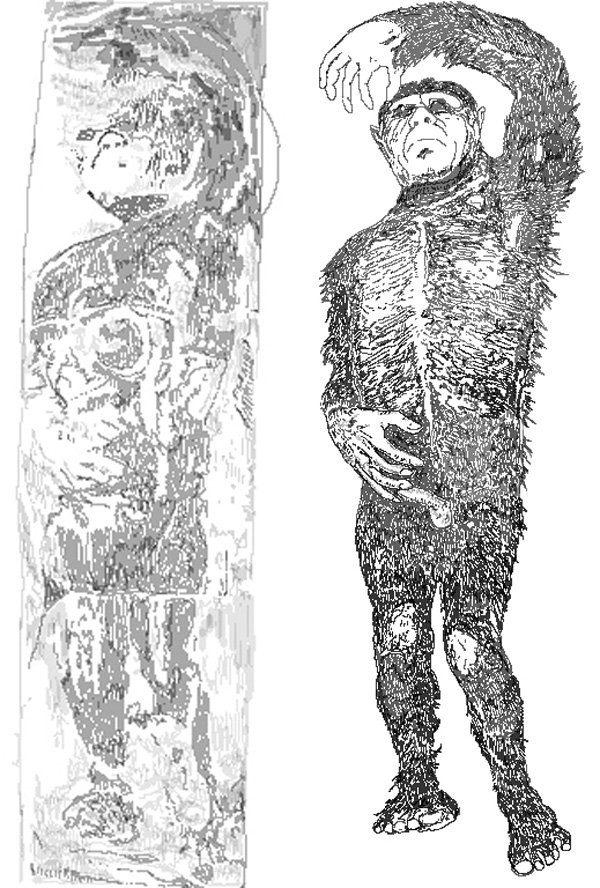
L'homme congelé du Minnesota.

Le spécimen d'apparence très proche de l'Homme (gros orteil non opposable), semble être un mâle de 1,80 m particulièrement velu, sauf sur le visage, la paume des mains, la plante des pieds, et les parties génitales. Le milieu de la poitrine et les genoux sont peu velus et la peau, blanchâtre est bien visible. Les mains sont plus grandes et larges que celles d'un humain normal, les bras très longs, les jambes courtes, le thorax et l'abdomen forment comme un tronc, le prognathisme est très prononcé, le nez est court et retroussé, le cou est court, la tête est comme enfoncée, des caractéristiques présentes chez les hommes sauvages des légendes d'Asie centrale. Une odeur de putréfaction sort d'un coin du bloc de glace, l'un des avant-bras présente une fracture ouverte à mi-chemin entre le poignet et le coude, rendant visible le cubitus, l’une des orbites est vide, le globe oculaire sort du second, un caillot sanguin est présent dans le bloc de glace. Hansen affirmera que l'arrière du crâne serait défoncé. La créature a été pour Heuvelmans, abattue avec deux balles : l'une dans le bras, l'autre dans l'œil droit.
Sanderson publie rapidement un article intitulé « le chainon manquant » dans la revue Argosy, et la presse s'empare de l'affaire. Sanderson et la Smithsonian institution demandent à Hansen de soumettre le corps à une étude radiographique, d'autres scientifiques lui proposent d'acheter le corps, ce qu'il refuse (cela sera considéré par certains observateurs comme une preuve de la fausseté du corps congelé). Le FBI s'intéresse également à l'affaire, pensant qu'il pourrait y avoir recel de cadavre humain, transport illégal de cadavre, voire meurtre. Hansen inquiet de l'importante médiatisation de l'affaire, dira par la suite avoir remplacé le corps par un nouveau en caoutchouc. Par la suite, le FBI puis la Smithsonian Institution délaissent l'homme congelé du Minnesota, concluant avoir affaire à un canular, et Hansen recommence à exposer le « corps » en mai 1969. Durant les années 1970, l'homme congelé fut exposé dans des centres commerciaux, puis disparut en 1982 lorsque Hansen prit sa retraite.

### Hypothèses et controverses

#### Incohérences sur l'origine du «corps congelé»
Hansen, vétéran de la guerre du Viêt Nam, fournira successivement plusieurs versions incohérentes sur l'origine de la créature : Un informateur de Sanderson, affirmera que le bloc de glace aurait été découvert par des pêcheurs (soviétiques ou japonais selon les versions) au large du Kamtchatka ou, plus vaguement, dans la mer de Béring, mais le corps aurait été confisqué par les autorités chinoises lors d'une escale dans un port chinois. Finalement, le corps serait parvenu à Hong-Kong, où son propriétaire l'aurait acquis,. Hansen prétendit que le corps aurait été acheté à Hong-Kong, en insistant auprès des deux cryptozoologues, de ne pas connaître sa nature exacte, et en avançant qu'il pourrait même s'agir d'un faux, assemblé à partir de divers animaux. Plus tard, Hansen dira avoir lui-même tué la créature en automne dans le nord du Minnesota, en présence de deux de ses congénères, en train d'écoper le sang d'un cerf éventré et aux tripes sorties,.
Selon Heuvelmans, le corps étudié plusieurs jours durant en 1968, ne pouvait provenir de l'océan Pacifique, car si des corps peuvent être retrouvés en plus ou moins bon état dans le permafrost, aucun animal préhistorique n'a jamais été directement retrouvé dans la glace : Il faudrait qu'un corps tombe dans l'eau et se congèle avant qu'il ne se décompose. Sa peau serait réfrigérée, ce qui aurait pour effet de sceller immédiatement les blessures, et la glace se formerait par couches irrégulières, ce qui la rendrait pratiquement opaque. Or, le corps congelé est enfermé dans de la glace très claire et du sang est visible, ce qui pousse Heuvelmans à penser que le corps (s'il est authentique) ne peut avoir que quelques années, et que la congélation est artificielle.       

#### Un homme sauvage asiatique
Du fait des proportions du « corps » congelé (qui, selon Heuvelmans, ne semble pas être fait de cire ou de plastique, et ne serait pas un assemblage de plusieurs animaux car aucun point de suture n'est visible) à la fois très différentes de celles d'un humain normal, et proches de l'homme de Néandertal, et des nombreux rapports - récents à l'époque - au sujet d'hommes sauvages en Asie, Heuvelmans suggéra que l'homme congelé du Minnesota pourrait être un hominien inconnu apparenté aux Néandertaliens, et lui proposa le nom scientifique d'Homo pongoides ( « Homme à ressemblance de Pongidé, ou, d'anthropoïde » ).
Plus tard, Heuvelmans avancera l'hypothèse que l'homme congelé du Minnesota proviendrait du Viet-nam, où des créatures semblables (les Nguoi Rungs (Tiếng Việt)) étaient signalées. Hansen, vétéran de la guerre du Viet Nam, aurait été présent en 1966 près de la région de Da Nang, où la même année, des rapports au sujet d'un « grand singe » qui aurait été tué, circulèrent. Le cadavre aurait été récupéré par hasard ou non par Hansen, qui l'aurait amené aux États-Unis, caché dans un sac mortuaire (ceux-ci n'étaient pas contrôlés à la douane et marqués d'un « not to be opened », processus qui a servi à alimenter durant la guerre d'importants trafics de drogue) pour ensuite l'exposer.
Selon Heuvelmans, le refus d'Hansen de faire examiner la créature s'expliquerait par le fait qu'une enquête sur l'origine du corps révélerait au public l'utilisation de sacs mortuaires dans des importations d'héroïne, compromettant ceux qui l'auraient aidé à importer le corps, et donc les responsables du trafic, des représentants de la mafia et des hautes autorités militaires, devant indispensablement garder secrètes les origines du corps.
Cependant, Heuvelmans ne dispose pour étayer cette théorie d'absolument aucune preuve.
Heuvelmans examinera plusieurs photographies de l'homme congelé exposé dans les foires, et du corps congelé qu'il avait examiné, qui ne sont pas toujours dans la même position. Selon Heuvelmans, le « corps » qu'il avait examiné était authentique, et aurait servi de modèle pour fabriquer plusieurs copies, qui auraient été exposées au public. Mais Hansen aurait pu décongeler le corps et changer sa posture entre deux tournées.

#### Un homme sauvage nord-américain
Un autre cryptozoologue, Jean Roche, soutiendra que le « corps » serait authentique, mais proviendrait des États-Unis, une théorie déjà abordée par Heuvelmans en 1969,. Un primatologue intéressé par le cryptozoologie, John R. Napier (en), avait suggéré qu'il y aurait deux espèces de bigfoots en Amérique du nord :  les « bigfoots » des états riverains des Grands Lacs seraient selon les témoins, décrits comme d'aspect plus « humain » que les autres Bigfoots, plus grands et à tête conique. Certains croquis réalisés par des témoins représentants des bigfoots vivants près des Grands Lacs, se rapprocheraient, selon Roche, de l'homme congelé. Durant les années 1990, deux cryptozoologues, Matt Moneymaker (apparaissant dans l'émission Finding Bigfoot (en)) et son épouse, enregistrèrent des rapports sur des cerfs prétendument tués ou volés à des chasseurs, par des « bigfoots » . Des cadavres de cerfs auraient été trouvés en automne dans l'Ohio, la Pennsylvanie et le Wisconsin. Ils n'auraient pas été dévorés, mais éventrés, avec les tripes sorties, mais non consommées, et le foie prélevé. Selon Roche, le foie, source de graisse et de vitamines, serait prélevé en automne par les bigfoots vivants près des Grands Lacs pour se préparer à l'hiver.

#### Un canular
L'Holotype (l'homme congelé) disparaitra pendant plusieurs années, et faute de preuve matérielle, l'homme pongoïde ne fût pas reconnu valide par la communauté scientifique. Heuvelmans et Sanderson crurent à l'authenticité du corps examiné jusqu'à leurs morts respectives. Hansen aurait avoué en 2002, un an avant sa mort, que l'homme congelé serait un faux fabriqué en 1967, et aurait sous-entendu qu'il s'agissait de celui examiné par Heuvelmans et Sanderson. L'homme congelé du Minnesota sera retrouvé bien plus tard et vendu en 2013 sur EBay, et exposé au « Museum of weird », a Austin au Texas. Le corps est très semblable à celui photographié par Heuvelmans, ce qui semble valider la thèse du canular,. Selon David Deroy, auteur d'un documentaire sur Heuvelmans (Rebelle de la science) : « Heuvelmans était vraiment dans un délire, qui lui paraissait pourtant cohérent ».

## Interprétations

### Existence légendaire

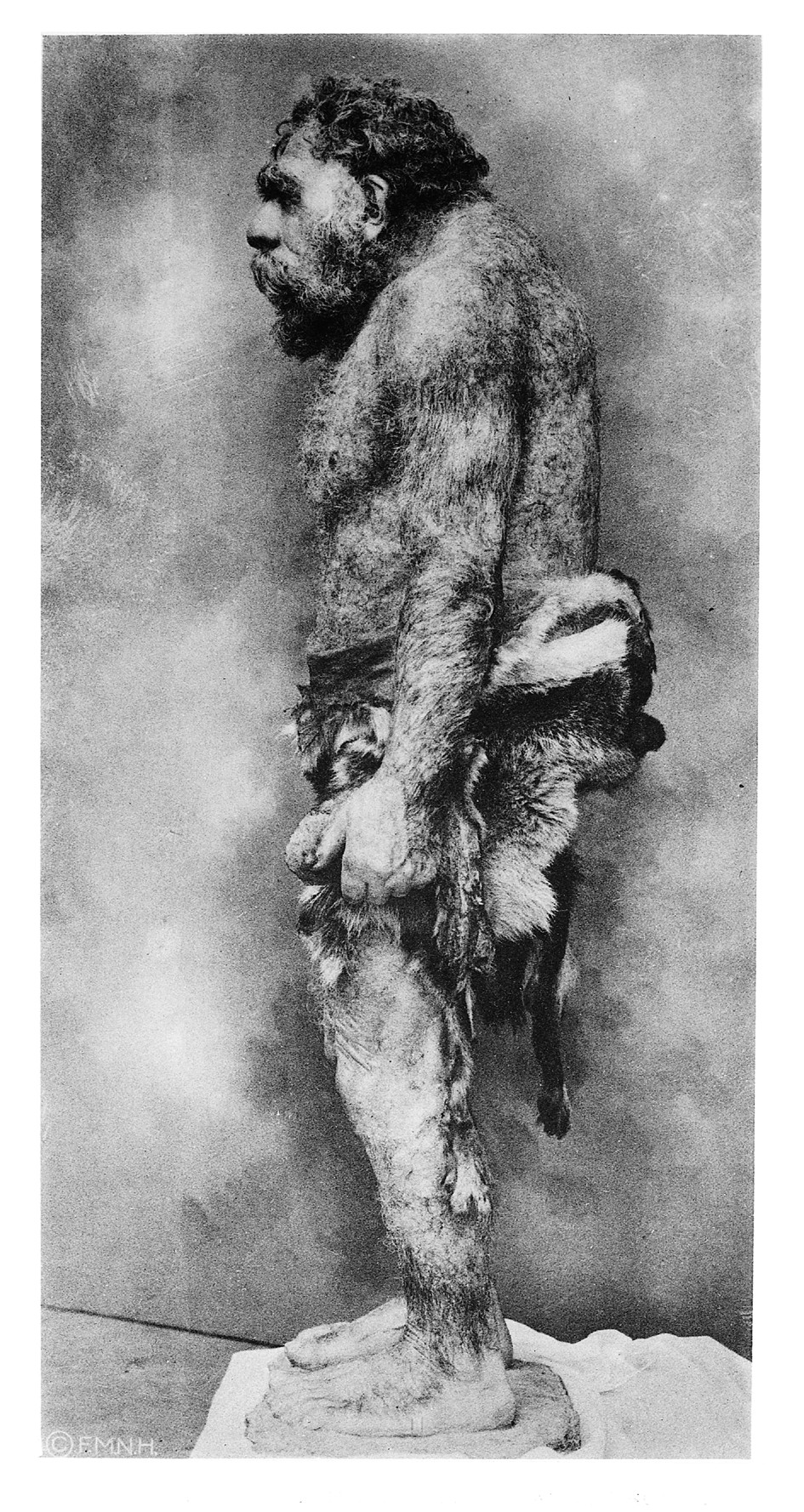
Reconstitution d’un homme de Néandertal de profil, dans un musée américain dans les années 1930. Les Néandertaliens étaient considérés à l'époque comme des êtres simiesques.

L'hypothèse de l'homme pongoïde n'a jamais été prouvée scientifiquement, et à l'instar de nombreux autres cryptides, elle se heurte au fait que pour qu'une espèce puisse subsister, il faut qu'une population viable d'au moins quelques dizaines d'individus puisse subvenir à ses besoins (nourriture, espace, reproduction, etc.).
L'hypothèse qu'une telle population de grands hominiens se maintienne à travers le temps sans être découverte était jugée possible dans certaines vallées en Asie centrale par certains cryptozoologues, mais est jugée improbable par l'essentiel de la communauté scientifique.
Pour qu'une espèce animale soit officiellement répertoriée par la communauté scientifique, les preuves de son existence doivent être irréfutables. Le Code international de nomenclature zoologique excluant de son domaine les « concepts hypothétiques » non prouvables, et les éléments en présence ne permettant ni de prouver scientifiquement  l'existence de l'homme sauvage, ni de prouver qu'il n'existe pas ou n'a pas existé, son étude relève donc de la cryptozoologie, qui est souvent considérée comme une pseudo-science.
Aucun reste fossile n'a permis pour l'instant de démontrer l'existence d'une espèce inconnue d'hominien ayant évolué parallèlement à la nôtre jusqu'à nos jours, et bien que plusieurs témoignages sur des individus tués ou capturés ont été enregistrés depuis de nombreuses années, aucun individu n'a jamais pu être examiné mort ou vivant, à l'exception du controversé homme congelé. Tous les restes attribués aux hommes sauvages, et notamment les poils, se sont vus après une analyse ADN, provenir d'animaux déjà connus.
Pour l'historien Michel Pastoureau, la figure de l'homme sauvage serait une version déformée de l'ours, autrefois sujets de cultes païens et qui aurait été diabolisé par l'Église (L'Ours, histoire d'un roi déchu). Le paléontologue Darren Naish (en) avance que les théories sur l'Homme pongoïde sont erronées et construites uniquement à partir d'éléments choisis par les cryptozoologues pour essayer de faire correspondre des créatures folkloriques avec une vision dépassée de l'homme de Néandertal, et avec une hypothèse ne cachant aucune créature réelle.
Les récits sur les hommes sauvages (sauvages, velus, solitaires, ne sachant ni parler ni faire de feu) ne correspondent pas avec l'Homme de Néandertal, qui, selon les récentes découvertes scientifiques, fabriquait des outils, maitrisait le feu (comme l'Homo erectus, bien avant lui), enterrait ses morts, et disposait d'un système social développé. L'Homme de Neandertal fut longtemps considéré comme un " Homme-singe ", et ce jusqu'à la fin du vingtième siècle.
Selon Daniel Taylor, l'intérêt pour les hommes sauvages est né durant l'époque l'époque victorienne, lorsque les hommes cherchaient à travers le monde le « chainon-manquant » entre l'Homme et le singe. Pour Taylor, les hommes sauvages sont représentatifs de l'attrait des hommes pour l'étrange et le mystérieux, tandis que certains cryptozoologues comme Vitali Khakhlov et Jordi Magraner ont noté que les témoins interrogés évoquaient les hommes sauvages comme de simples animaux, et non comme des créatures fantastiques,.

### Primate inconnu
Selon les cryptozoologues (qui n'ont cependant jamais pu prouver leurs théories), les récits sur les hommes sauvages (du fait de la cohérence et de la constance des témoignages, provenant de témoins très différents), dépassent le cadre du mythe et du folklore. Du fait de la présence dans les témoignages au sujet des hommes sauvages, de caractéristiques physiques présentes également chez l'homme de Néandertal (taille humaine, arcades sourcilières proéminentes, front fuyant, épaules larges, tronc très allongé, nez large, prognathisme très marqué, thorax cylindrique, etc.)  Porchnev et Heuvelmans ont suggéré que les hommes sauvages seraient des Néandertaliens ayant survécu jusqu'à nos jours,,,.
Selon les cryptozoologues, les récits sur les hommes sauvages peuvent être considérés comme fiables, car provenant de montagnards connaissant la faune locale, et provenant de zones peu peuplées et difficiles d'accès (par exemple, des forêts de résineux entre 2 000 et 4 000 mètres d'altitude). Selon Magraner les témoins interrogés dans la région de Chitral se sont montrés honnêtes dans leurs descriptions, en répondant lorsqu'ils ne se souvenaient pas de certaines caractéristiques physiques qu'ils ne savaient pas, et n'ont ni cherché à inventer des détails, ni à fournir des récits fantastiques. Selon Magraner, les témoignages enregistrés sont en opposition aux canulars, souvent spectaculaires, et stéréotypés, que n'importe qui pourrait reprendre. Certains détails selon Magraner, ne s'inventent pas, comme la forme des ongles ou les détails des visages, et relèveraient donc d'observations uniques et de longue durée.
Les territoires où les hommes sauvages étaient signalés, et les territoires où la présence passée de l'homme de Néandertal est avérée se chevauchent parfois et présentaient selon Magraner et porchnev de nombreuses affinités sur le climat, la faune et la flore . Les récits sur les hommes sauvages (sauvages, solitaires, ne sachant ni parler ni faire de feu) ne correspondant pas avec l'homme de Néandertal selon les récentes découvertes scientifiques, certains cryptozoologues ont suggéré une parenté avec les Homo erectus ou les australopithèques, plus anciens.  Pour défendre ses théories, Heuvelmans suggéra que la culture des Néandertaliens ne serait pas uniforme : si certains Homo sapiens bénéficient de la civilisation moderne, d'autres étaient jusqu'à une période récente à « l'âge de pierre », donc des différences culturelles pourraient peut-être exister chez les Néandertaliens. D'autres cryptozoologues ont suggéré que la pression de l'Homme moderne aurait entrainé chez les Néandertaliens la perte de la vie communautaire, suivie d'une perte du langage et d'un retour à une vie plus « animale ».
Pour Heuvelmans, l'homme pongoïde serait une des trois espèces de primates bipèdes encore inconnues en Asie, et ne doit pas être associé avec le yéti, qui est selon Heuvelmans, une créature différente, apparentée aux grands singes et au Gigantopithèque.